# Херман Келер
Херман Келер (Марсберг, 12. јануар 1950) био је западнонемачки атлетичар специјалиста за трчање на 400 метара, који је почетком 1970. био успешан тркач и олимпијац.  У тркама на 400 метара на европским првенствима на отвореном победио је 1974, а био други 1976. Највећи број медаља освајао је у тркама штафета 4 х 400 метара, када је два пута био први (1971. и 1975). а други (1974. и 1975).
На националним првенствима био је први на 400 метара на отвореном 1971. , а у дворани 1974. и са штафетама у дворани 1971. 1973. и 1974.

## Значајнији резултати
| Датум           | Такмичење                    | Место                   | Пласман         | Дисциплина          | Резултат        | Детаљи          |
| Западна Немачка | Западна Немачка              | Западна Немачка         | Западна Немачка | Западна Немачка     | Западна Немачка | Западна Немачка |
| --------------- | ---------------------------- | ----------------------- | --------------- | ------------------- | --------------- | --------------- |
| 1971            | Европско првенство           | Хелсинки, Финска        | 6.              | 400 м               | 46,07           |                 |
| 1971            | Европско првенство           | Хелсинки, Финска        |                 | 4 x 400 м           | 3:02,9          |                 |
| 1972            | Олимпијске игре              | Минхен, Западна Немачка | 4.              | 4 x 400 м           | 3:00,88         |                 |
| 1973.           | Европско првенство у дворани | Ротердам, Холандија     |                 | 4 х 2 круга (360 м) | 2:46,42         |                 |
| 1974            | Европско првенство           | Рим, Италија            |                 | 4 x 400 м           | 3:03,52         |                 |
| 1975            | Европско првенство у дворани | Катовице, Пољска        |                 | 400 м               | 48,76           |                 |
| 1975            | Европско првенство у дворани | Катовице, Пољска        |                 | 4 х 2 круга (360 м) | 2:29,9          |                 |
| 1976            | Европско првенство у дворани | Минхен, Западна Немачка |                 | 400 м               | 48,19           |                 |